# Ochromolopis kaszabi
Ochromolopis kaszabi is een vlinder uit de familie van de borstelmotten (Epermeniidae). De wetenschappelijke naam van de soort is voor het eerst geldig gepubliceerd in 1973 door Gaedike.